# Czaple Kamieniołom
Czaple Kamieniołom – zamknięty w 1992 roku i zlikwidowany w 2007 roku przystanek osobowy w Nowej Wsi Grodziskiej, w gminie Pielgrzymka, w powiecie złotoryjskim, w województwie dolnośląskim, w Polsce. Został otwarty w 1975 roku przez Polskie Koleje Państwowe.